# Четвертьтонник

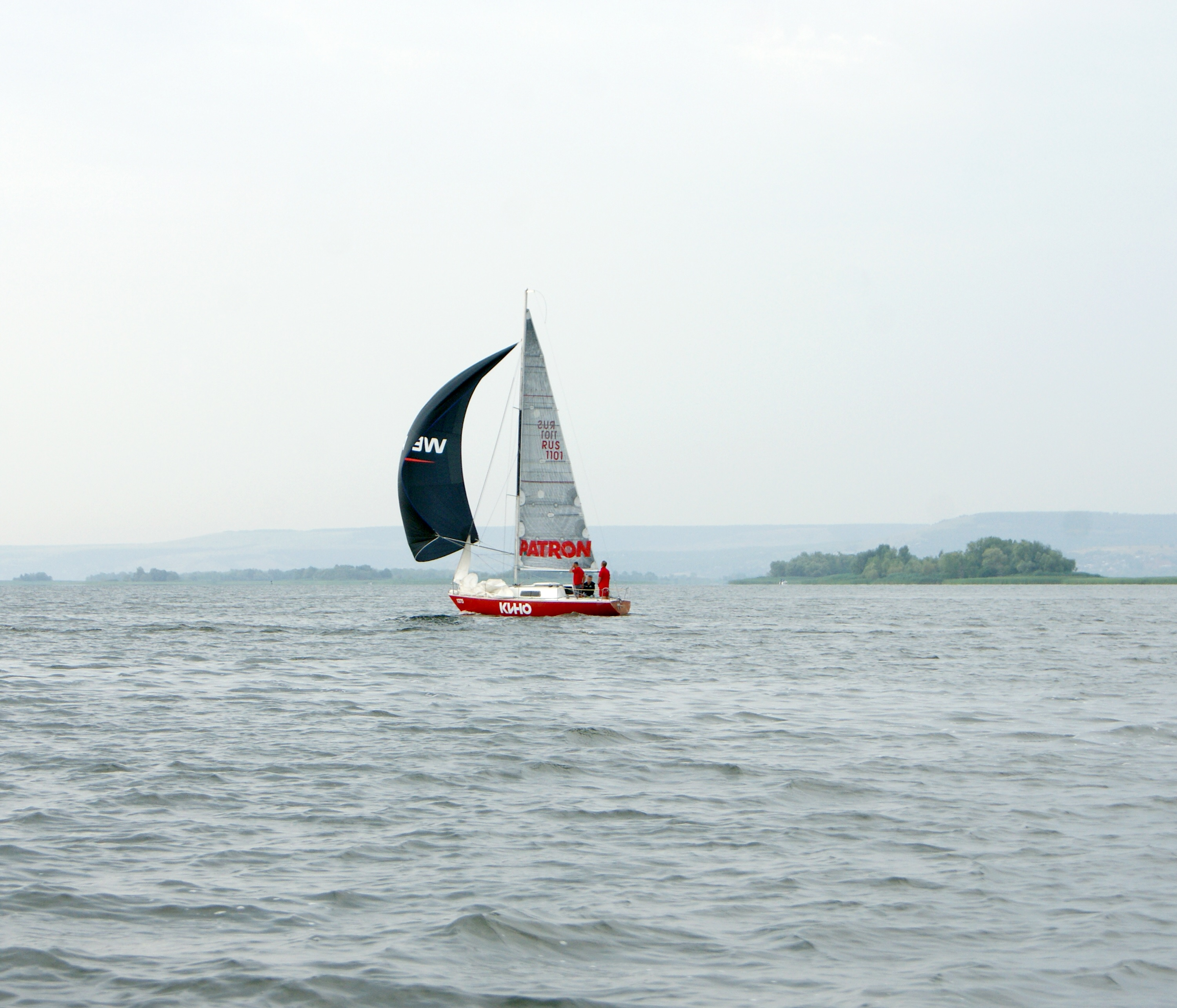
Яхта класса «Четвертьтонник» на ходу

Четвертьтонник — класс яхт, получивший широкое распространение в мире.

## Происхождение названия, кубок одной тонны
Российское название «четвертьтонник» имеет отношение к водоизмещению яхты весьма косвенное. Это один из классов в градации классов International Offshore Rule. Линейка классов предусматривает мини-, четверть-, полу-, 3/4-, одно- и двухтонный класс яхт.
Название градации дал Однотонный кубок. Парусные гонки во Франции с 1892 г. проходили в соответствии с калибром Године. Кубок Франции разыгрывался в классе яхт водоизмещением в 1 тонну с экипажем 3 человека. В 1898 г. Был создан новый кубок Cercle de la Voile de Paris, и далее соревнования проходили в том же классе яхт, до применения в 1901 г. формулы Мерана. С 1907 года разыгрывался в классе R6m. С 1965 года Кубок одной тонны разыгрывался в классе RORC с гоночным баллом 22 фута. После разработки правил обмера IOR на основе обмера Cruising Club of America и Royal Ocean Racing Club с 1971г Кубок одной тонны разыгрывался в «однотонном» классе с гоночным баллом 27,5 футов.

## Градация классов International Offshore Rule
Шкала классов International Offshore Rule включает в себя классы с гоночным баллом в метрах:
- Минитонник 5.03
- 1/4тонник 5.5
- 1/2тонник 6,6
- 3/4тонник 7,47
- однотонник 8,38 (9,3 с 1984 г.)
- двухтонник 9,75 (10,7 с1990 г.)
- макси- 21,3

## Серийные четвертьтонники в России
В СССР строились следующие серийные яхты класса 1/4т: с 1972 года на   Таллинской экспериментальной верфи спортивного судостроения  (ТЭВСС) строился таллинский деревянный четвертьтонник (ТДЧ) по проекту Арвета Тетсмана.   Проект Тетсмана во многом напоминал проект голландского конструктора Ван де Стадта. С 1986 года строился СТ-25 по проекту Олега Ларионова (1959—2013).
В России с 1992 года строился серийно Рикошет-780 по проекту Юрия Ситникова.
Широко поставлялись в СССР яхты польского производства «Нефриты», Конрад-24, Конрад-25 (построенные по проекту Дуга Петерсона, в модификациях Р, РТ, Т).
Первый чемпионат мира в классе  четвертьтонник был проведен в 1972 году, последний – в 1996 году в Варнемюнде. Российские яхтсмены участвовали в чемпионатах мира в этом классе лишь однажды – в 1995 году в Гданьске Андрей Никандров на яхте «Фиджи» проекта Конрад-25Р занял 9-е место.
По состоянию на 2022 год в России основу гоночного флота составляют Конрад-25Р, СТ-25 и Рикошет-780 (в незначительных количествах, поскольку была построена небольшая серия).